# Gilles Hekimian
Gilles Hekimian est un musicien et un compositeur français, né le 8 février 1954 à Paris.

## Biographie
Après des études de piano au conservatoire du 16e arrondissement de Paris, puis d’harmonie et de composition au conservatoire de Meudon, il se produit très régulièrement en trio avec le contrebassiste Pierre-Yves Sorin et le percussionniste Stéphane Grémaud de 1975 à 1978. Le trio enregistre en 1977 le vinyle Équilibres (il sera réédité sous format CD au Japon en 2000). Il travaille un temps avec la chanteuse de jazz Christiane Legrand pour qui il compose une douzaine de chansons.
En 1977 il rencontre le metteur en scène Jean-Claude Penchenat directeur du théâtre du Campagnol (qui deviendra centre dramatique national en 1982). Il participera dès lors à quelques-unes des créations de la compagnie dont la plus célèbre est Le Bal créé en 1981, qui sera adapté au cinéma par Ettore Scola.
Gilles Hekimian compose également pour l'audiovisuel (documentaires, publicités, dessins animés, films institutionnels, séries télévisées) et mène en parallèle ses propres recherches.
Depuis 2002, Gilles Hekimian vit et travaille dans les Pyrénées-Orientales. Influencé par les compositeurs Ennio Morricone et Nino Rota, il apprécie le décloisonnement des genres. 

## Films d’animation
Séries TV
- Fais voir le son (2011), pilote. Réal. : David Dany. Prod. : 2DHD.
- VPA : Vampires-Pirates-Aliens (2001-2002). Réal. : Rémy Husson. Prod. : France3/Millimages/France Animation.
- Les Contes du Chat perché (1994), d’après Marcel Aymée.  Réal. : Jacques Colombat. Prod. : France3/France Animation.
- La Grande Supercherie (1992). Réal. : Christophe Jung. Prod. : Kayenta.
- Les Oiseaux (1991). Réal. : Rémy Husson. Prod. : France 3/France Animation.
- Charlotte, Fléo et Benjamin (à 1 min 31 s dans archive Canal Famille) (1987). Réal. : Michel Pyliser. Prod. : SAVEC/MGEN.  Prix du film pour la jeunesse au Festival mondial du film d’animation d’Annecy.

Courts métrages & spéciaux
- Des Saints animés (1987). Réal. : Claude Alix. Prod. : Cinedit.
- Santé (1986) Réal. : Michel Pyliser. Prod. : SAVEC/MGEN.
- La Campagne est si belle (1985). Réal. : Michel Gauthier. Prod. : SAVEC/MGEN.  En compétition pour le César du meilleur Court métrage d'animation en 1986.
- Ys la Magnifique (1981) Réal. : Michel Gauthier. Prod. : Belokapi.

Films publicitaires
- Biscuits Verkade (1990). Réal. : Christophe Jung. Prod. : Kayenta.
- Festival des cartoons (1991) campagne Danone, 5 films. Réal. : Dominique Barniaud. Prod. : Saatchi & Saatchi.

## Films de prises de vues réelles
Téléfilms
- En revenant de l’expo (1980). Réal. : Nat Lillenstein. Prod. : A2/SFP.

Courts métrages
- TCR, le train (1989). Réal. : Michel Colomer. Prod. : Cercle bleu/Conseil régional du Nord-Pas-de-Calais.
- Corridor (1987). Réal. : Alain Robak. Prod. : Canal +. Un des 13 courts métrages composant le film Adrénaline sorti en 1989.  Prix du festival du film de court métrage de la ville de Paris, catégorie fantastique.

Films publicitaires
- Logo de la société 2DHD (2006). Réal. David Dany. Prod : 2DHD.
- La Formation, ça donne des ailes (1989). Réal. image : Michel Guyllot. Réal. radio : Gilles Hekimian et Gilles Sauzedde. Prod. : Cercle bleu/Conseil régional du Nord-Pas-de-Calais.

Films documentaires
- Arras 1715 (voir : La restauration du plan en relief d’Arras) (1995). Film sur le plan en relief de la ville d’Arras. Réal. : François Bernard. Prod. : Conseil régional du Nord-Pas-de-Calais/Ville d’Arras/Ministère des Armées.  Grand prix de l’information architecturale au  XXème Festival du film d’architecture de l’UNESCO.

Films institutionnels
- Biolande (1995), parfums Chanel. Réal. : Daniel Roy. Prod. : Champ libre.
- Alsthom (1989). Réal. : Christophe Jung. Prod. : Phenix productions. Prix du film d’exportation au Festival de Biarritz.

## Théâtre
- Le Bal (1981), création collective.  Mise en scène : Jean-Claude Penchenat. Prod. : théâtre du Campagnol.
- En revenant de l’expo (1979). Auteur : Jean-Claude Grumberg. Mise en scène : Jean-Claude Penchenat. Prod. : théâtre du Campagnol.
- Soyons gentils avec les dames (1978). Spectacle musical 1900, création collective. Prod. : Opéra-studio/théâtre du Campagnol.
- David Copperfield (1977), d’après Charles Dickens.  Mise en scène : Jean-Claude Penchenat. Prod. : théâtre du Campagnol - théâtre du Soleil.

## Enregistrements
- West… Lambeaux… West, CD (1989). Composition et réalisation : Gilles Hekimian. Prod. : As de Cœur.
- Équilibres, vinyl (1977) et CD (2000). Composition et réalisation : Gilles Hekimian. Prod. : label OPEN, réédité en CD par OWL records/Productions Sawano pour le marché japonais. (Titre intégral Inner swing).